# Юрген Зоймел
Юрген Зоймел (на немски: Jürgen Säumel) е роден на 8 септември 1984 г. във Фризах, Австрия. Той е австрийски футболист и играе за националния отбор на страната.

## Статистика
- 140 мача и 9 гола за СК Щурм Грац (2003-настояще)